# 미타그레플레르 정리
복소해석학에서 미타그레플레르 정리(-定理, 영어: Mittag-Leffler's theorem)는 유리형 함수에 관한 정리이다. 스웨덴의 수학자 예스타 미타그레플레르가 제시하였다. 바이어슈트라스의 곱 정리와 밀접한 관련이 있다.

## 공식화
미타그레플레르 정리는 일반적으로 다음과 같이 쓸 수 있다.
- {\displaystyle \{b_{n}\}}이 무한대로 발산하는 임의의 수열, {\displaystyle \{k_{n}\}}이 임의의 자연수열, {\displaystyle \{a_{i}^{n}\}}이 n에 대한 임의 수열들이며 모든 n에 대해 {\displaystyle a_{k_{n}}^{n}}이 0이 아니라 하자.
- 그러면, 각 {\displaystyle \{b_{n}\}}이 위수가 {\displaystyle \{k_{n}\}}인 극점이 되고 {\displaystyle \{b_{n}\}}의 제거된 근방에서 로랑 급수의 주부분이 {\displaystyle p_{n}({\frac {1}{z-b_{n}}})={\frac {a_{1}^{n}}{z-b_{n}}}+{\frac {a_{2}^{n}}{(z-b_{n})^{2}}}+...+{\frac {a_{k_{n}}^{n}}{(z-b_{n})^{k_{n}}}}}인 유리형 함수가 존재한다.

## 복소다양체에서의 미타그레플레르 정리
{\displaystyle M}이 복소다양체라고 하자. 그 위에 {\displaystyle {\mathcal {O}}}가 정칙 함수의 층이며, {\displaystyle {\mathcal {K}}}가 유리형 함수의 층이라고 하자. 그렇다면, 층의 짧은 완전열
{\displaystyle 0\to {\mathcal {O}}\to {\mathcal {K}}\to {\mathcal {K}}/{\mathcal {O}}\to 0}
이 존재한다. 이로부터, 층 코호몰로지의 긴 완전열
{\displaystyle 0\to H^{0}(M;{\mathcal {O}})\to H^{0}(M;{\mathcal {K}})\to H^{0}(M;{\mathcal {K}}/{\mathcal {O}})\to H^{1}(M;{\mathcal {O}})\to \cdots }
이 존재한다. 미타그레플레르 정리는 {\displaystyle H^{0}(M;{\mathcal {K}})\to H^{0}(M;{\mathcal {K}}/{\mathcal {O}})}가 어떤 경우에 전사 함수인지를 나타내는 정리다. 이는 {\displaystyle H^{1}(M;{\mathcal {O}})=0}인 경우에만 가능한 것을 알 수 있다. 특히, {\displaystyle M}이 슈타인 다양체일 경우 카르탕 정리에 따라서 {\displaystyle H^{1}(M;{\mathcal {O}})=0}이므로, 항상 미타그레플레르 정리가 성립한다.

## 같이 보기
- 바이어슈트라스의 곱 정리
- 리만-로흐 정리
- 쿠쟁 문제

## 참고 문헌
- 강승필, 《해설 복소함수론》, 경문사, 2007
- Elias M. Stein, Rami Shakarchi (2003), Complex Analysis, Princeton University Press, ISBN 0-691-11385-8